# Кортленд (Алабама)
Кортленд (англ. Courtland) — місто (англ. town) в США, в окрузі Лоуренс штату Алабама. Населення — 583 особи (2020).

## Географія
Кортленд розташований за координатами 34°40′12″ пн. ш. 87°19′39″ зх. д. / 34.67000° пн. ш. 87.32750° зх. д. (34.669970, -87.327627). За даними Бюро перепису населення США в 2010 році місто мало площу 7,61 км², з яких 7,55 км² — суходіл та 0,06 км² — водойми.

## Демографія
Згідно з переписом 2010 року, у місті мешкало 609 осіб у 280 домогосподарствах у складі 188 родин. Густота населення становила 80 осіб/км². Було 331 помешкання (43/км²).
Расовий склад населення:
| - 57,6 % — білих - 38,4 % — чорних або афроамериканців - 1,3 % — корінних американців - 0,3 % — азіатів |

До двох чи більше рас належало 2,3 %. Частка іспаномовних становила 0,3 % від усіх жителів.
За віковим діапазоном населення розподілялося таким чином: 21,3 % — особи молодші 18 років, 63,4 % — особи у віці 18—64 років, 15,3 % — особи у віці 65 років та старші. Медіана віку мешканця становила 40,5 року. На 100 осіб жіночої статі у місті припадало 89,1 чоловіків; на 100 жінок у віці від 18 років та старших — 82,1 чоловіків також старших 18 років.
Середній дохід на одне домашнє господарство становив 40 502 долари США (медіана — 33 125), а середній дохід на одну сім'ю — 51 016 доларів (медіана — 55 114). За межею бідності перебувало 25,8 % осіб, у тому числі 29,7 % дітей у віці до 18 років та 14,9 % осіб у віці 65 років та старших.
Цивільне працевлаштоване населення становило 209 осіб. Основні галузі зайнятості: виробництво — 30,1 %, освіта, охорона здоров'я та соціальна допомога — 18,7 %, роздрібна торгівля — 16,3 %.